# Edelitz
Edelitz (westallgäuerisch: Edəlits) ist ein Gemeindeteil der Gemeinde Hergatz im bayerisch-schwäbischen Landkreis Lindau (Bodensee).

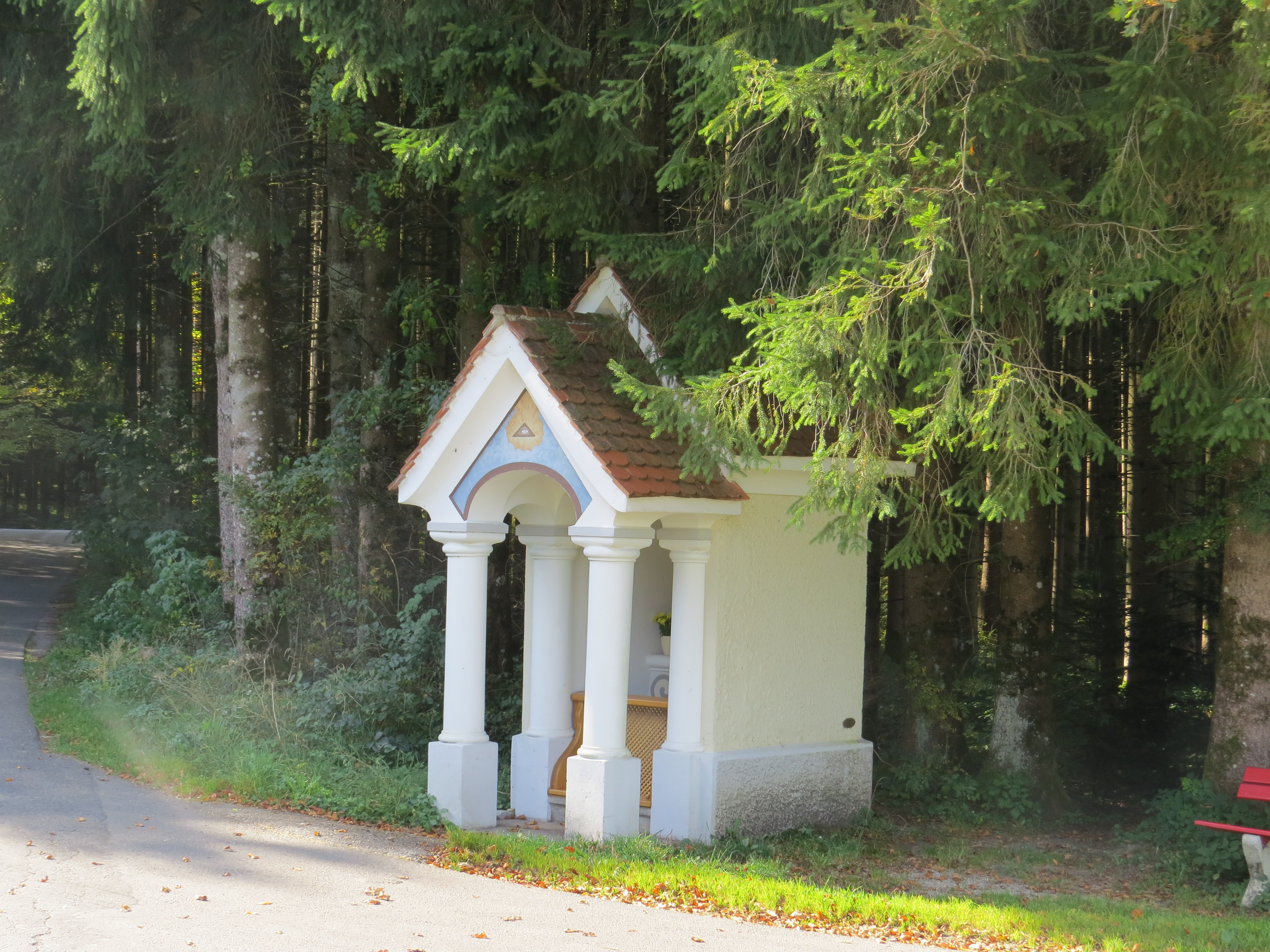
Wegkapelle bei Edelitz

## Geographie
Der Weiler liegt circa 5,5 Kilometer östlich des Hauptorts Hergatz und er zählt zur Region Westallgäu. Südlich und östlich der Ortschaft verläuft die Gemeindegrenze zu Heimenkirch.

## Ortsname
Der Ortsname stammt vom Personennamen  Edelhart oder vom Personennamen Edellieʒ.

## Geschichte
Manche Quellen gehen beim Ort von einer slawischen Zwangssiedlung während der Karolingerzeit aus. Edelitz wurde erstmals urkundlich im Jahr 1414 mit von Medelitz erwähnt. 1617 wurden fünf Häuser im Ort gezählt. 1777 fand die Vereinödung des Orts statt. Edelitz gehörte einst zum Teil der Reichsstadt Wangen und zum anderen Teil der Herrschaft Syrgenstein an. Am 9. März 1954 wurde Edelitz von der Gemeinde Wohmbrechts nach Maria-Thann umgemeindet.

## Baudenkmäler
Siehe: Liste der Baudenkmäler in Edelitz

## Persönlichkeiten
- Joseph Schele (1932–2004), Künstler